# Robert Chase
Pour les articles homonymes, voir Chase.
Dr Robert Chase est un personnage de fiction de la série Dr House diffusée sur le réseau FOX, et en France sur TF6 puis TF1. Ce personnage est interprété par Jesse Spencer, sa voix française par Guillaume Lebon.
Le docteur Chase intervient dès le premier épisode comme étant l'un des trois médecins travaillant sous les ordres du Dr House au sein du département diagnostic. Il apparaît comme étant un médecin docile, étant toujours de l'avis de House pour se faire bien voir.

## Biographie
On découvre au fil des épisodes plus d'éléments de la vie du docteur Chase. On apprend tout d'abord qu'il n'aspirait pas à une carrière de médecin, même s'il a finalement obtenu un diplôme et il s'est spécialisé en réanimation . Il y a été poussé par son père Rowan Chase, lui-même rhumatologue de renommée mondiale. Ce dernier a quitté sa femme lorsque Chase était jeune, ce qui a poussé ce dernier à s'occuper de sa mère alcoolique. On apprend aussi que c'est son père qui a insisté auprès du Dr House pour qu'il embauche son fils Robert.
Dans l'épisode L'erreur est humaine, on apprend qu'il est catholique et voulait devenir prêtre (il passa quelque temps au séminaire). Dans Le Mauvais Œil, le Dr Rowan Chase rend visite à son fils, prétextant avoir une conférence en ville. Après enquête menée par House, il s'avère que le père de Chase souffrant d'un cancer du poumon était venu consulter le Dr Wilson, oncologue et par ailleurs ami de House. On apprendra plus tard dans l'épisode Erreur médicale que Rowan Chase est mort à peu près deux mois après avoir rencontré son fils.
Le Dr Chase s'avère être très attaché à son travail, et l'on peut constater que par deux fois il n'hésite pas à vendre des informations en échange d'une immunité. On peut noter que House ne l'a jamais beaucoup apprécié (en tout cas, pas autant que ses deux autres assistants, Foreman et Cameron) puisque sa patronne l'a obligé à embaucher Chase à cause de la bonne réputation de Chase senior. Chase se rend compte que son patron ne l'aime pas autant que les deux autres et adopte une attitude « lèche-bottes » vis-à-vis de House. Le résultat est négatif puisque House l'apprécie et le respecte encore moins par la suite.
À la fin de la saison 3, Chase est renvoyé sans préavis par House pour l'avoir remis à sa place, devenant de plus en plus désagréable à la suite de la démission de Foreman, leur collègue de travail. Néanmoins, on apprendra que c'est aussi parce que House considère que Chase est le plus ancien de l'équipe et qu'il n'a plus grand chose à apprendre auprès de lui qu'il l'a renvoyé. De plus, Chase est le seul des trois assistants (Chase, Cameron, Foreman) à avoir réussi à surclasser House une fois : il a sauvé une patiente de six ans alors que House avait été incapable de trouver ce qu'elle avait, ce qui n'était jamais arrivé. En guise de récompense, House lui colla son poing dans la figure, ce jour-là.
Chase par la suite sera réembauché au sein du même hôpital Princeton-Plainsboro en tant que chirurgien, sur demande du Dr Cuddy. Il occupera le poste deux ans, et sera considéré comme un excellent chirurgien. Quand Foreman se retrouve à la tête du service diagnostic et seul, il demande avec Cuddy que Cameron et lui reviennent l'aider, tout en collaborant avec House, revenu de son internement. Il prendra alors une responsabilité terrible : il tuera un patient, dictateur africain sanguinaire et sans pitié admis au Princeton-Plainsboro, en lui prescrivant un traitement basé sur un diagnostic erroné. Assumant son acte, il aura néanmoins un lourd impact sur sa vie professionnelle, devenant incapable de travailler sur le lieu de son crime. Mais plutôt que de partir, il choisira de rester quand House lui proposera son ancien poste au service diagnostic.
Chase restera encore deux ans dans le service. Au cours de ces années, l'un des patients du service le poignardera avec un scalpel lors d'une crise de délire. La lame touchera l'un des ventricules du cœur, causant un caillot qui bloquera l'influx nerveux, causant ainsi une claudication temporaire. Chase finira par démissionner, estimant n'avoir plus rien à apprendre, mais deviendra par la suite chef de ce service, lors du dernier épisode de la série, le poste ayant été laissé vacant par House.

### Sa relation avec Cameron
Robert Chase a été attiré par le Dr Cameron dès l'épisode Cherchez l'erreur. Il l'invite à aller « prendre un verre » mais Cameron refuse sans explication. Lors de l'épisode Partie de chasse, Cameron, persuadée qu'elle vient d'attraper le Sida à cause d'un accident avec un patient imprudent, fera une dépression, prendra des méthamphétamines et, la drogue lui ayant donné des envies de sexe, attirera Chase chez elle soi-disant pour qu'il l'emmène simplement boire un verre. À peine sera-t-il arrivé chez elle qu'elle lui arrachera ses vêtements avant de le jeter sur son lit. Après cette nuit sauvage, ils se mettent d'accord pour ne pas retenter l'expérience.
Au cours de la saison 3, Cameron et Chase mènent une relation d'« amitié pratique », à savoir qu'ils coucheront ensemble avec le serment qu'il n'y ait aucun sentiment amoureux. Mais Chase brisera cette promesse en demandant à Cameron « plus », ce qui obligera cette dernière à rompre. Néanmoins, lorsque Chase sera renvoyé, Cameron se rendra compte qu'elle éprouve des sentiments pour lui et ils finiront par sortir ensemble.
Dans la saison 4, ils sont beaucoup moins présents, mais ils restent ensemble.
Après avoir rompu avec Cameron dans l'épisode En perdition, Chase la demande en mariage à la fin de l'épisode, et elle accepte, même si elle s'est interrogée sur la valeur de cette demande (Kutner venant de se suicider, elle croyait juste que Chase ne voulait pas finir sa vie seul). Après encore des débats houleux sur le fait que Cameron a conservé un échantillon de sperme de son ancien mari décédé, la cérémonie a finalement lieu à la fin de la saison 5.
Leur union sera sans nuages jusqu'à ce que House revienne et que Chase ne tue un patient, tyran africain auteur d'un génocide dans son pays. Il préférera alors boire plutôt que de tout lui avouer. Quand Cameron l'apprendra, elle tiendra House et non son mari pour responsable, en leur ayant inculqué le goût de braver les interdits, quitte à révoquer le serment d'Hippocrate. Elle le quitte, ce qui le laisse profondément blessé. Pour montrer qu'il peut gérer seul la rupture, il frappe House devant ses collègues. Plus tard, à l'occasion d'un speed-dating où House lui fait réaliser qu'il séduit énormément de femmes grâce à son seul physique, il en vient à se demander si sa relation avec Cameron était réelle. Cameron elle-même lui avoue plus tard en lui apportant les papiers du divorce qu'elle ne le sait pas. Elle finit par se rattraper sur ce qu'elle a dit précédemment, car elle était sous l'émotion, en lui disant qu'elle l'aimait sincèrement.
Après le départ de Cameron, Chase devient un coureur, cumulant les rencontres d'une nuit. Cette passade atteint son point culminant lors de la soirée de mariage d'un médecin du Princeton-Plainsboro, au cours de laquelle il couche avec trois femmes, dont deux en même temps. Quelques semaines après, des photos de Chase nu, prises lors de cette nuit, sont publiées sur un site de réseau social par une jeune femme que Chase a repoussée lors du mariage parce qu'elle refusait de coucher le premier soir.

### Création du personnage
Dans un premier temps, le personnage du Dr Chase devait être d'origine américaine. Ce n'est que lorsque Jesse Spencer sera engagé qu'il persuadera les producteurs de faire en sorte que le personnage soit d'origine australienne, Jesse Spencer étant lui-même australien.
Il est sérieusement allergique aux fraises, allergie que House semblait apparemment connaître.
Alors qu'il est chirurgien, il ne semble pas avoir de spécialisation, mais pratique néanmoins des opérations très délicates.

## Apparitions dans la série
Dans la première saison, Chase apparaît dans tous les épisodes, mais a réussi à se faire embaucher facilement contrairement à Cameron qui était jolie et à Foreman qui cassait des voitures et cambriolait des maisons. Il est également présent dans l'intégralité des saisons deux, trois et sept. Il manquera trois épisodes de la saison quatre (Tout seul, Les Dessous des cartes et Celle qui venait du froid) puis deux épisodes de la cinquième saison (Prise de risques et Un peu de douceur), le premier épisode de la sixième saison et les quatre premiers (plus l'avant-dernier) épisodes de la huitième saison.
Son personnage évolue aussi passant du béni-oui-oui au médecin apprenant à s'imposer. Dans la dernière saison, on apprend qu'il a fait du surf neuf mois pendant que House était en prison et qu'il a dû s'occuper de sa sœur durant son enfance. Alors qu'il se remet d'une opération plus tard dans la série, il prend en charge le cas d'une nonne et en tombe amoureux. Lorsque House intervient, il comprend que c'est pour l'empêcher de commettre une erreur qui le fera devenir plus tard aigri et seul. Il réintègre donc l'équipe et aide même Park à trouver un logement.
Le fait de soigner Treiber, le légiste de l'hôpital dans Post Mortem lui fait réaliser qu'il n'a pas encore volé de ses propres ailes et il prend la décision de démissionner du service de House, devenant ainsi le dernier membre de l'équipe originale à partir.
Il revient deux épisodes plus tard en tant que nouveau chef de service, Adams et Park travaillant sous ses ordres.